# AT89S51
AT89S51 este un microcontroler din familia MCS 51 fabricat în tehnologia CMOS, ce dispune de 4K memorie program de tip Flash și 128 Bytes de memorie RAM. 
Facilitățile noi aduse de acest microcontroller față de AT89C51 sunt:
- Watchdog Timer Hardware: Acesta permite revenirea microcontrollerului în cazul unor erori de tip software care altfel ar fi dus la blocarea sistemului. Acesta poate fi activat de software și resetează microcontrollerul după o perioadă specificată. Este compus dintr-un counter pe 14 biți și reset-ul SFR (WDTRST).

- Dual Data Pointer: Două bancuri de Regiștri Pointeri de Date pe 16 biți (DPTRs – Data Pointer Registers) sunt oferite pentru a facilita accesul către memoria de date internă și externă.

- Power Off Flag: Acesta se află în registrul PCON din SFR (Special Function Register) și are valoarea 1 in Power Up. Nu este afectat de reset  și poate fi folosit pentru a indica dacă microcontrollerul a intrat în modul Power-Down (în acest mod se salvează conținutul memoriei RAM, dar se oprește oscilatorul, oprind toate celelalte funcții ale cipului pană la o întrerupere externă sau un har reset).

- Interrupt Recovery from Power-Down Mode: O întrerupere externă activată (prin INT0 sau INT1) poate fi folosită pentru a ieși din modul Power-Down. În versiunile vechi singura posibilitate de a ieși din acest mod era printr-un hard reset.

- Flexible ISP Programming (Byte and Page modes): Memoria program poate fi programată prin interfața serială ISP când RST este conectat la Vcc. Aceasta poate fi programată în modul pagina (1 code page = 256 bytes) sau modul byte. Aceasta se poate realiza deoarece nu mai este nevoie de tensiunea suplimentară de 12 V pentru scriere si P1.5, P1.6 si P1.7 au acum funcție dublă (interfața serială de programare).

- Operational Vcc Voltage Range: Intervalul de tensiuni acceptate este 4.8 V – 5.3 V, față de modelele vechi (4-5.5 V).

- 42-pin PDIP Package Option for Reduced EMI Emission: Varianta cu 42 de pini a microcontrollerului are 2 pini în plus (PWRVDD si PWRGND) pentru a reduce emisiile EMI. PWRVDD trebuie conectat la plusul plăcii si PWRGND la masa plăcii.

- Frecvența maxima a fost mărita de la 24 la 33 MHz

- Numarul maxim de rescrieri ale memoriei program este de pana la 10.000, față de maxim 1.000 la modelele vechi